# География Мелитопольского района
Мелитопольский район расположен на юго-западе Запорожской области. Мелитополь находится к югу от центра района, на берегу Молочной реки. Рельеф района равнинный. Климат резко континентальный и засушливый.
Крупнейшей рекой Мелитопольского района является Молочная река. По территории района протекает ещё несколько небольших рек, по территории города — 2 ручья. Южная часть района выходит к Молочному лиману и Азовскому морю.
Почвы в северной части Мелитопольского района чернозёмные, в южной части — тёмнокаштановые. Растительность степная, в пойме Молочной реки — луговая. Единственным крупным лесным массивом района является Старобердянское лесничество. Фауна степи сильно обеднела с тех пор, как степь стала использоваться для сельского хозяйства. Наиболее разнообразен животный мир Старобердянского лесничества.

## Географическое положение
Мелитопольский район находится на юго-западе Запорожской области, в степной зоне Украины. Район граничит: на юге — Акимовский район, на западе — Весёловский район, на севере — Михайловский район, на северо-востоке — Токмакский район и на востоке Приазовский район.
Площадь района — 1780 км², что составляет 7 % территории Запорожской области.
Город Мелитополь расположен к югу от центра района, на правом берегу Молочной реки, в примерно в 5 км от места её впадения в Молочный лиман Азовского моря.
В Мелитополе пересекаются важные транспортные пути: с севера на юг идёт путь из Москвы и Харькова в Крым (автодорога М-18 и железная дорога), а с запада на восток путь из Одессы в Донбасс и в Ростов-на-Дону вдоль побережья Чёрного и Азовского морей (автодорога М-14, а также железная дорога, проходящая через Новобогдановку).
| С-З | Киев ~ 700 км Энергодар ~ 145 км                 | Москва ~ 1200 км Харьков ~ 426 км Запорожье ~ 125 км | Донецк ~ 323 км Токмак ~ 70 км                               | С-В |
| З   | Херсон ~ 242 км Одесса ~ 435 км Кишинёв ~ 635 км | Роза ветров                                          | Бердянск ~ 110 км Мариуполь ~ 200 км Ростов-на-Дону ~ 390 км | В   |
| Ю-З |                                                  | Кирилловка ~ 52 км Симферополь ~ 230 км              |                                                              | Ю-В |

## Геология

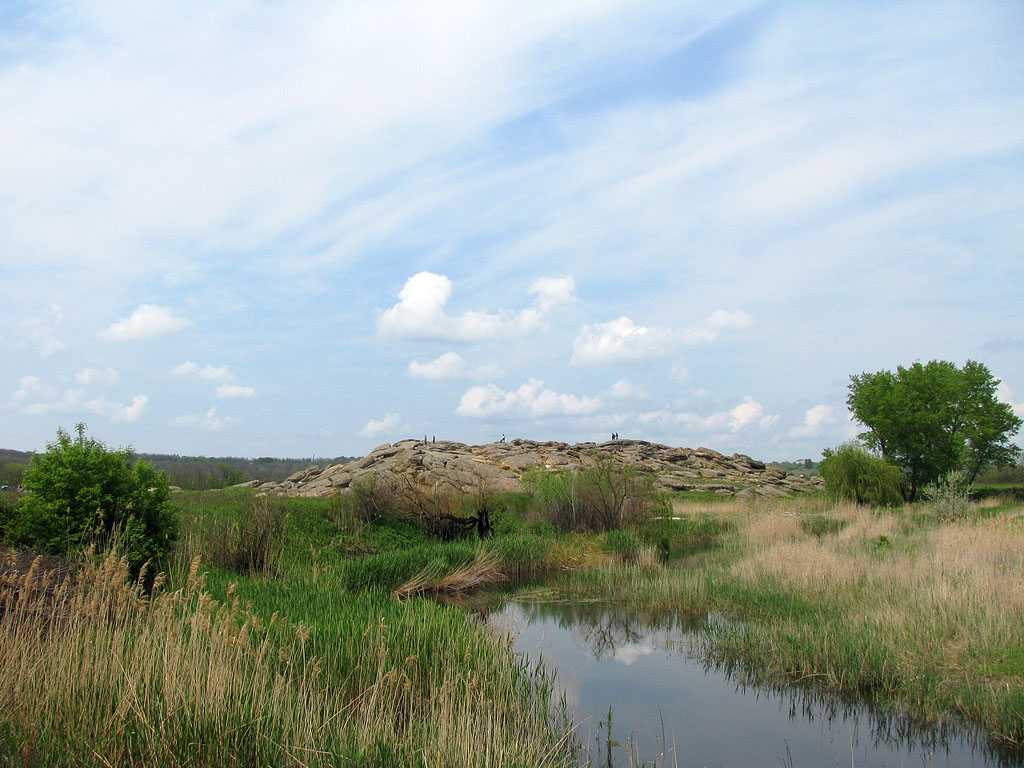
Каменная могила, уникальный археологический памятник. Представляет собой изолированный массив песчаника, сформировавшийся на отмели Сарматского моря. На переднем плане — Молочная река.

Мелитопольский район находится на южной окраине Восточно-Европейской платформы.
Эта территория долгое время находилась под водами океана Тетис и Сарматского моря. К этому периоду относятся найденные в окрестностях Мелитополя черепки панцирей моллюсков и зуб зубатого кита, найденный Н. А. Алексеевым в селе Терпенье.
1—3 миллиона лет назад море отступило, и на месте Мелитополя возникла саванна. Относящиеся к этому периоду коренные зубы, бивень и позвонок южного слона были найдены в Кизиярской балке.
Во время максимального Днепровского оледенения (300—250 тысяч лет назад) север Украины был покрыт ледником. Мелитополя ледник не достиг, но стекающие с него реки разливались по Причерноморской низменности и отложили в районе Мелитополя суглинки, глинистые пески, бурые и красно-бурые глины. Холодный климат вызвал изменения в фауне: появились мамонты, зубры, шерстистые носороги. Череп шерстистого носорога был найден в песчаном карьере Мелитополя в 1955 году, фрагмент бивня и коренные зубы мамонта — в Вознесенке.
В Мелитополе и окрестностях есть полезные ископаемые осадочного происхождения — пески, глины, известняки, — используемые для производства строительных материалов. В Мелитополе есть месторождение минеральных вод, также открытое Н. А. Алексеевым.

## Рельеф

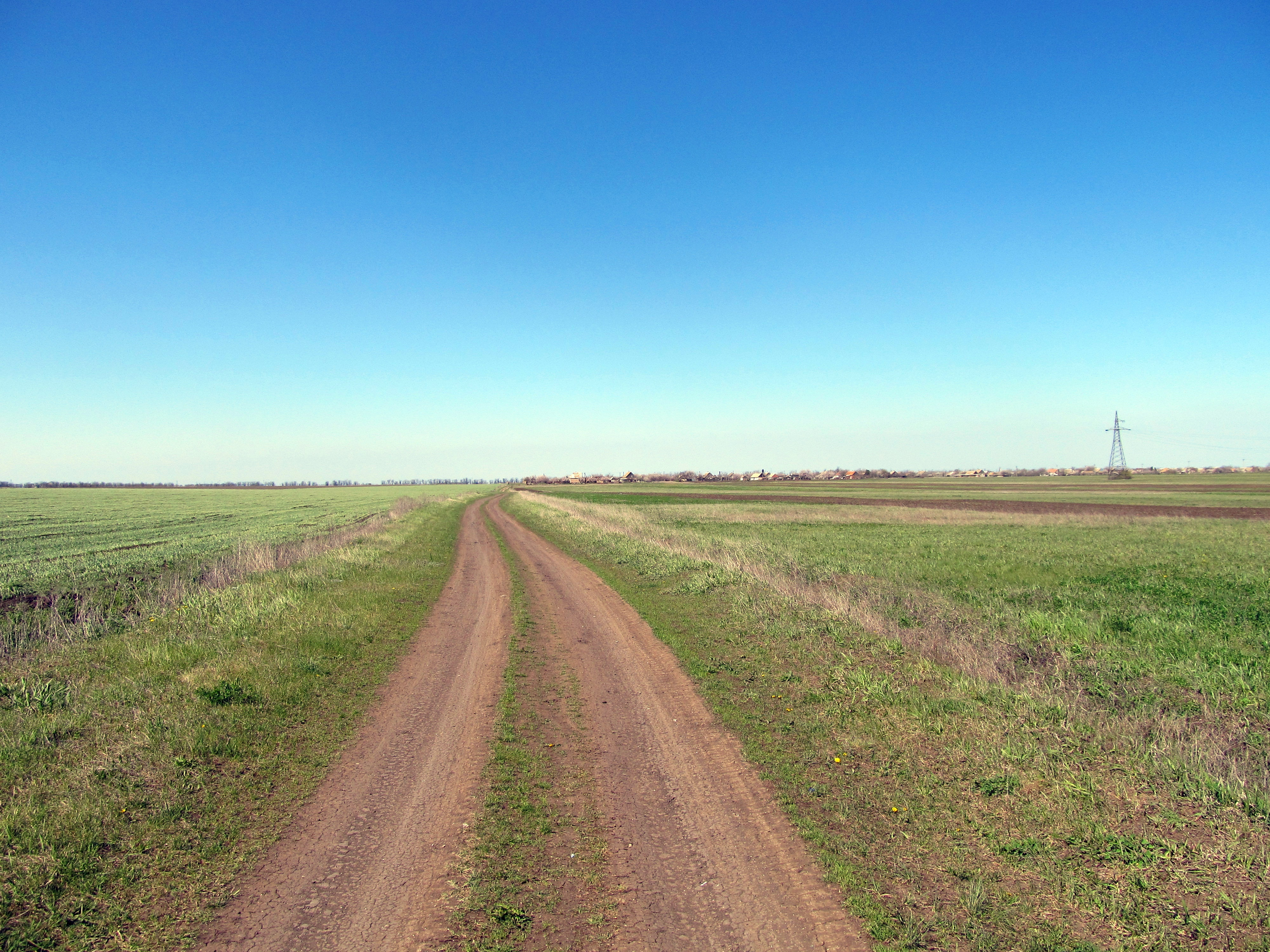
Ровная степь. На горизонте — село Обильное

Преимущественно равнинный рельеф Мелитопольского района отражает равнинный характер докембрийской основы Восточно-Европейской платформы. Равнинный рельеф нарушается только долинами степных рек, из которых наиболее значительна долина Молочной реки.
Мелитополь расположен на правом берегу Молочной реки. Долина Молочной реки имеет довольно крутой склон, проходящий через Мелитополь вдоль улиц Песчанской, Петровского и Пушкина. Старый центр Мелитополя (район улицы Александра Невского) и нижняя часть Песчаного (район улицы Тельмана) расположены в долине Молочной. Остальная часть города расположена на ровной возвышенности, пересекаемой только Песчанской и Кизиярской балками, по которым текут одноимённые ручьи.

## Климат
Климат Мелитополя резко континентальный. Амплитуда колебаний температуры достигает 71,2 °С: абсолютный минимум −26,1 °С, абсолютный максимум +45,3 °С (по состоянию на 2006—2007 год). Многолетняя среднегодовая температура воздуха составляет +10, 7 °С. Годовое количество осадков колеблется от 370 до 430 мм. В весенне-летний период часты засухи. Но в целом климатические условия благоприятны для земледелия, садоводства и огородничества.

## Гидрология

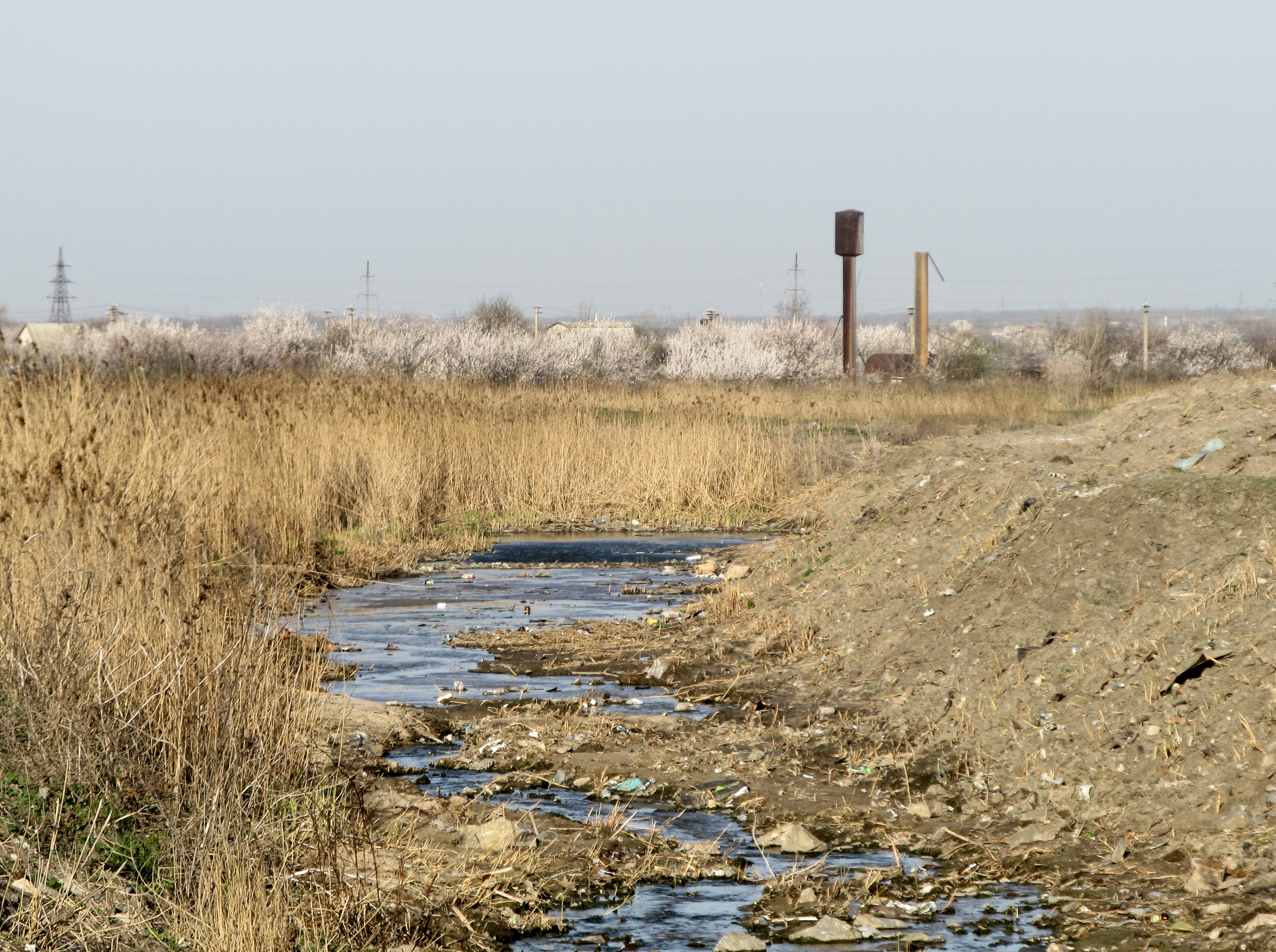
Кизиярский ручей в Мелитополе

Все реки Мелитопольского района принадлежат к бассейну Азовского моря. Название большинства рек имеет тюркское происхождение. Крупнейшей рекой Мелитопольского района является Молочная.
| Название    | Длина, км | Бассейн, км² | Впадает         |
| ----------- | --------- | ------------ | --------------- |
| Молочная    | 197       | 3450         | Молочный лиман  |
| Юшанлы      | 94        | 545          | Молочная        |
| Малый Утлюк | 68        | 586          | Утлюкский лиман |
| Курошаны    | 64        | 600          | Молочная        |
| Тащенак     | 64        | 480          | Молочный лиман  |
| Арабка      | 29        | 287          | Молочная        |

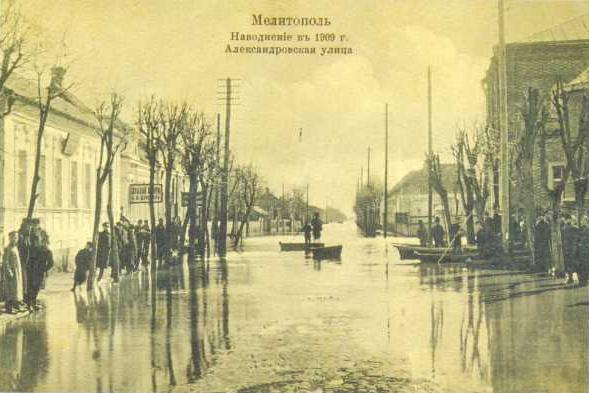
Улица Александра Невского во время наводнения 1909 года

Молочная протекает по восточной окраине Мелитополя. До революции нижняя часть Мелитополя часто страдала от наводнений во время паводков на Молочной. После строительства защитной дамбы опасность наводнений была устранена. Также через Мелитополь текут небольшие Песчанский и Кизиярский ручьи.
На юге Мелитопольский район выходит к Молочному лиману. По официальным данным площадь лимана в пределах района составляет 350 га, однако эта цифра очень условна из-за пересыхания лимана.
Озёра имеются в сёлах Оленовка (71,3 га) и Трудовое (2,1 га).
Орошение сельскохозяйственных угодий осуществляется из оросительного канала Р-9 системы Каховского канала.
Мелитопольский район богат подземными водами. На территории района находятся пять изолированных друг от друга водоносных горизонтов — киммерийский, сарматский, тортонский, бучакский и верхнемеловой. Источниками центрального водоснабжения являются 115 артезианских скважин. На территории Мирненского поселкового совета осуществляется добыча столовой минеральной воды для промышленного разлива.

## Почвы
Северная часть Мелитопольского района (подзона южной степи) характеризуется южными малогумусными чернозёмами, южная часть (подзона южной сухой степи) — тёмнокаштановыми почвами. Граница между этими двумя зонами проходит вдоль линии Новониколаевка-Вознесенка. В поймах Молочной и Малого Утлюка есть также солонцы, происхождение которых связано с близким залеганием грунтовых вод. В долинах рек встречаются лугово-чернозёмные почвы, а в прирусловой части террас рек — супесчаные чернозёмы.

## Флора

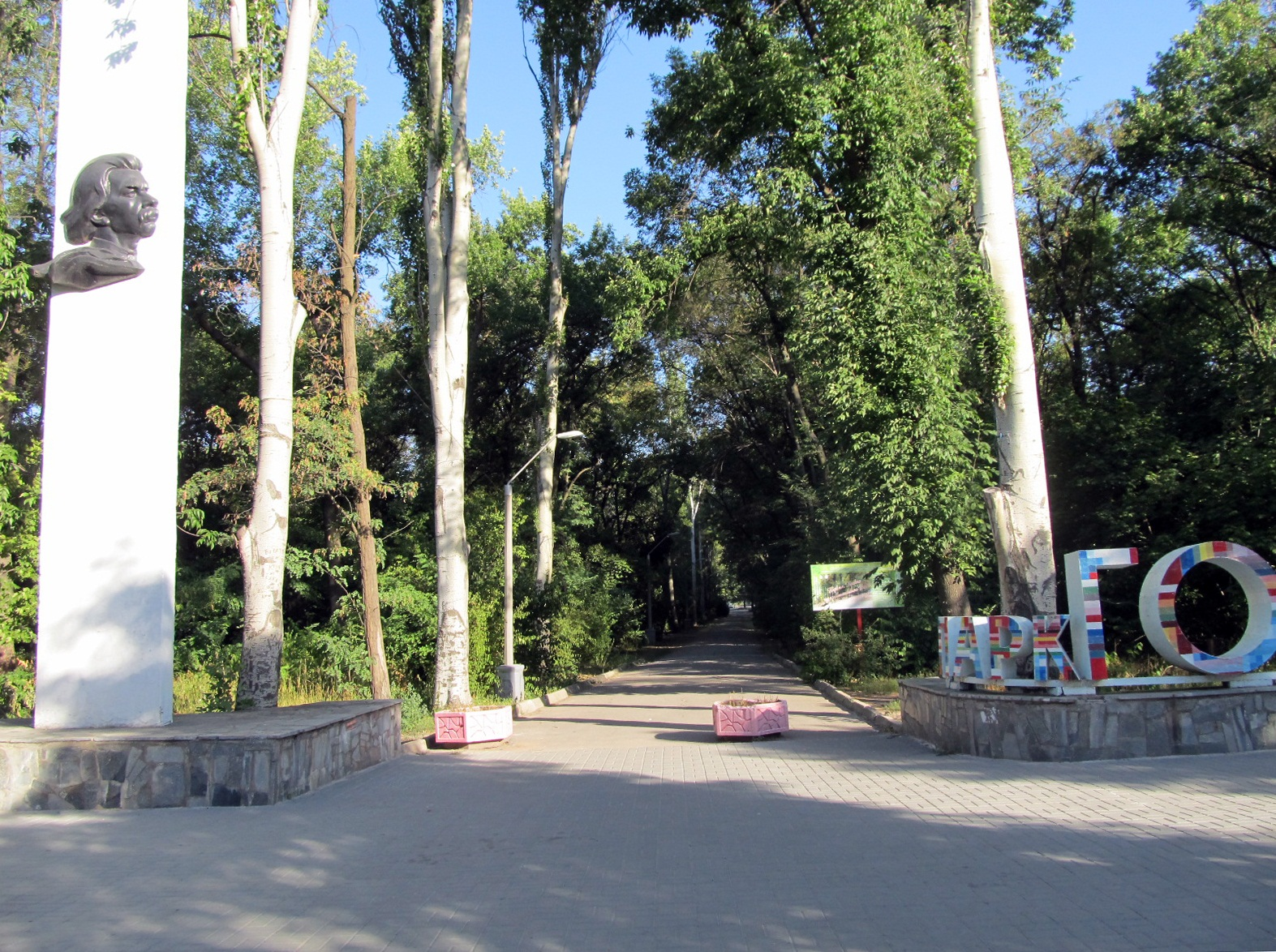
Богатая коллекция деревьев собрана в Мелитопольском парке Горького.

Мелитопольский район находится в типчаково-ковыльной подзоне степной зоны. Из-за недостатка влаги растения засухостойки, травостой разрежённый.
Около 1800 года почти всю территорию района была занимала типчаково-ковыльная степь. Теперь небольшие целинные участки степи встречаются только на склонах балок и холмов. На целинных участках вокруг Каменной могилы и около села Троицкого сохранились типчак, ковыль-волосатик, ковыль Лессинга, келерия стройная.
В пойме Молочной реки преобладает луговая растительность. Здесь встречаются турнефорция сибирская, свинорой пальчатый, солерос травянистый, прибрежница солончаковая, франкения, ситник Жерара, кермек каспийский.
Некоторые виды растений Мелитопольщины находятся под охраной. Астрагал украинский, солодушка крупноцветковая, эспарцет донской являются эндемиками, тюльпан Шренка и цимбохазма днепровская — реликтами.
Единственный крупный лесной массив Мелитопольского района — Старобердянское лесничество. Этот лес площадью свыше 11 км² высаживался в степи начиная с 1946 года и в настоящее время имеет статус заказника общегосударственного значения. Здесь произрастают более 165 пород деревьев и кустарников. Преимущественно это дуб, вяз, ясень, белая акация, крымская сосна, но встречаются и такие экзотические породы, как софора японская, железное дерево, маклюра оранжевая, черёмуха виргинская, бундук, форсайтия, айлант, гледичия, шиповник китайский, бархат амурский.

## Фауна
Около 1800 года в высоком травостое степи обитали тарпаны, европейские олени, волки, сайгаки, стрепеты, дрофы. Когда степь стала использоваться для сельскохозяйственных нужд, разнообразие животных уменьшилось. В 1970-е годы животный мир Мелитопольского района насчитывал 32 вида млекопитающих, около 104 видов птиц, 6 видов пресмыкающихся, 3 вида земноводных и 750 видов насекомых.
Наиболее разнообразна фауна Старобердянского лесничества. Здесь обитает свыше 40 видов зверей, в том числе лось, косуля, белка, куница, барсук, кабан, заяц, лисица, и 50 видов птиц, в том числе ушастая сова, свиристель, снегирь, желтоголовый королёк.